# 葛來迪·布區

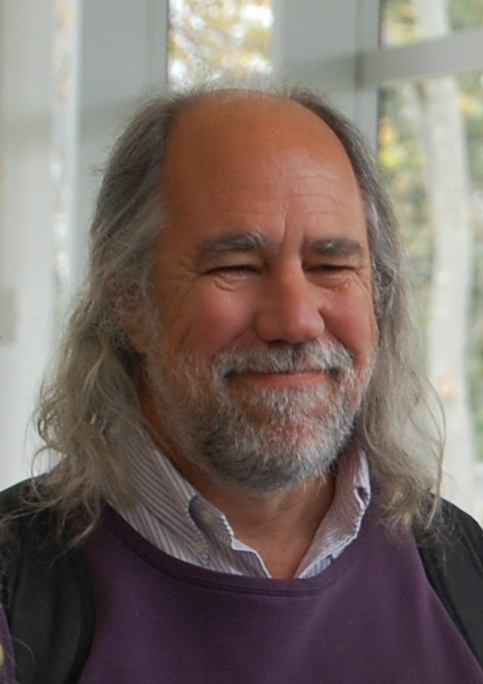
葛來迪·布區，攝於2011年

葛來迪·布區（英語：Grady Booch，1955年2月27日—），生於美國德州阿馬里洛，計算機科學家與軟體工程師，與伊瓦爾·雅各布森、詹姆士·蘭寶（James Rumbaugh）共同開發了统一建模语言（UML）。他曾為Ada語言编写了重要的教科書，在軟體架構、軟體工程及协作开发环境领域的貢獻具有國際性聲望。

## 生平
1977年，葛來迪·布區於美国空军学院獲得學士學位。1979年，於加利福尼亞大學聖塔芭芭拉分校取得電子工程碩士學位。
1981年，Rational Software公司建立後，葛來迪·布區進入工作，擔任首席工程師。2003年，Rational Software被IBM公司併購，他隨之進入IBM公司。